# Tv.gasten
Tv.gasten was een televisieprogramma uit het najaar van 2003 dat werd gepresenteerd door Friedl' Lesage naar aanleiding van de 50e verjaardag van de televisie. Het werd uitgezonden op het voormalige TV1, dat nu Eén is. Een gemiddelde aflevering duurde 30 tot 35 minuten. Het formaat was een interview met daar tussendoor beelden waar de 'bekende gast' ooit in meedeed. Deze kwamen uit het VRT-beeldarchief. 
De volgende personen traden op in het programma:  
- Bart Peeters
- Herman Van Molle
- Jan Van Rompaey
- Ann Petersen
- Andrea Croonenberghs
- Martine Tanghe
- Mark Uytterhoeven
- Pol Goossen
- Paul Jambers